# Bantex
Bantex er en virksomhed, der blev grundlagt i Danmark i 1961 i Allerød, først registreret i 1962 i Værløse Kommune og specialiseret sig i kontorartikler til papir.

## Begyndelsen
i 1956 forlod Knut Gotfredsen sit job som disponent hos Schous fabrikker og besluttede sig for at blive selvstændig. Selvom han ikke havde nogen penge på lommen, havde han en stærk vilje til at starte sin egen virksomhed.
Gotfredsen begyndte med at eksperimentere med plastprodukter og regnhætter. Han købte en rulle plastik og begyndte at eksperimentere ved sit køkkenbord. Han udviklede en metode til at fremstille regnhætter på en hurtigere og mere rationel måde ved at bruge en skabelon og trække plastikken igennem den. Dette gjorde det muligt at opnå en kontinuerlig produktion af regnhætterne.
Efter et par dage kom Gotfredsen i kontakt med nogle personer, der havde en lille plastikfabrik. De havde nogle kasser fyldt med regnhætte-etuier, som de ikke havde fået solgt. Gotfredsen kunne bruge disse etuier til sin produktion. De tre personer gik senere sammen, med Gotfredsen som sælgeren. Han solgte hurtigt 500 regnhætter til Schous fabrikker og derefter 600 stykker til Daells Varehus. Dette var starten på det, der senere skulle blive Bantex.
I løbet af et par år voksede den lille virksomhed og begyndte at producere og sælge regnhætter for millioner af kroner, inklusive eksport til Vesttyskland, England, Sverige og Norge. Gotfredsen blev også nødt til at udvikle nye designs og produkter for at kunne konkurrere på markedet. Han eksperimenterede med gipsforme og fandt en form, hvorpå han kunne producere regnhatte, der ødelagde håret, men som var meget populære blandt kunderne.
Samtidig begyndte de tre partnere (Thorbjørn Petersen, Povl Hvalkof og Knut Gotfredsen) at producere en mindre mængde ringbind, lommer og charteques. I løbet af tiden besluttede de at opbygge et lagerprogram i disse produkter og droppede bestillingsarbejdet, da det gav for mange problemer og ikke havde potentiale til at blive en stor virksomhed. Gotfredsen overtog senere hele virksomheden og udvidede sortimentet til at omfatte omkring 170 forskellige varenumre og farvekombinationer i 1980.

## 1960-2000 opkøb
Virksomheden oplevede stor vækst gennem 1960’erne både i Danmark og udenfor landets grænser og der blev opkøbt en del virksomheder. Arro plast, der blev opkøbt midt i 1970'erne, fremstillede en række sprøjtestøbte og sprøjteblæste plastikartikler. Dertil kommer Erik Kold Plast, som Gotfredsen overtog i 1980. Han nedlagde fabrikken i Hedehusene og overflyttede produktionen til Vordingborg, hvor de også fremstillede plastik-køkkengrej. Sidstnævnte produktion er ligeledes udliciteret til fabrikker i Sydafrika, Australien og New Zealand. I 1980 udgjorde virksomhedens eksport 43 pct. af omsætningen på ca. 60 mio. kr.[kilde mangler] Dette førte virksomheden til succes og gjorde Bantex til en central aktør af kontorartikler i Europa. I 1993 opkøbte Bantex Linex som er kendt for tegneartikler. I 1998 blev ELBA købt af Bantex.

## 2000-
I april 2000 overtog Hamelin Bantex, og kort tid efter i maj brændte deres 10.000 kvm lager i Allerød. Produktionen af ringbind i Danmark blev nedlagt og man fik nye lagerhal og salgskontor i Lynge. Knut Gotfredsen brugte nogle af pengene til at købe Nivå Golf klub. 